# Rørvik
Rørvik è una città della Norvegia, e centro amministrativo nel comune di Nærøysund, nella contea di Trøndelag.. Il città si trova in un tipico paesaggio costiero, ed è costituito principalmente da vecchie e nuove case di legno. Rørvik si trova nell'estremo nord del Trøndelag e poco più di 4.450 abitanti vivono nell'area della città.  Il numero di abitanti nel comune era per 1 ottobre 2023 10.014.  Rørvik è stato uno scalo regolare per Hurtigruten sin dal suo inizio nel 1893, e gli Hurtigruten diretti a sud e nord si incontrano lì ogni sera.  Il clima è marittimo, e molti giardini privati hanno susini e meli anche qui a 65°N di latitudine

Le industrie più importanti di Rørvik sono la pesca, la maricoltura e le telecomunicazioni.  Oltre a un importante porto peschereccio, Telenor ha qui uno dei suoi centri di assistenza clienti, che costituisce i più grandi luoghi di lavoro della città. Il porto di Rørvik è il più grande impianto portuale della Norvegia centrale con oltre 15.000 scali ogni anno. Rørvik è anche un porto di scalo per numerose navi da crociera.

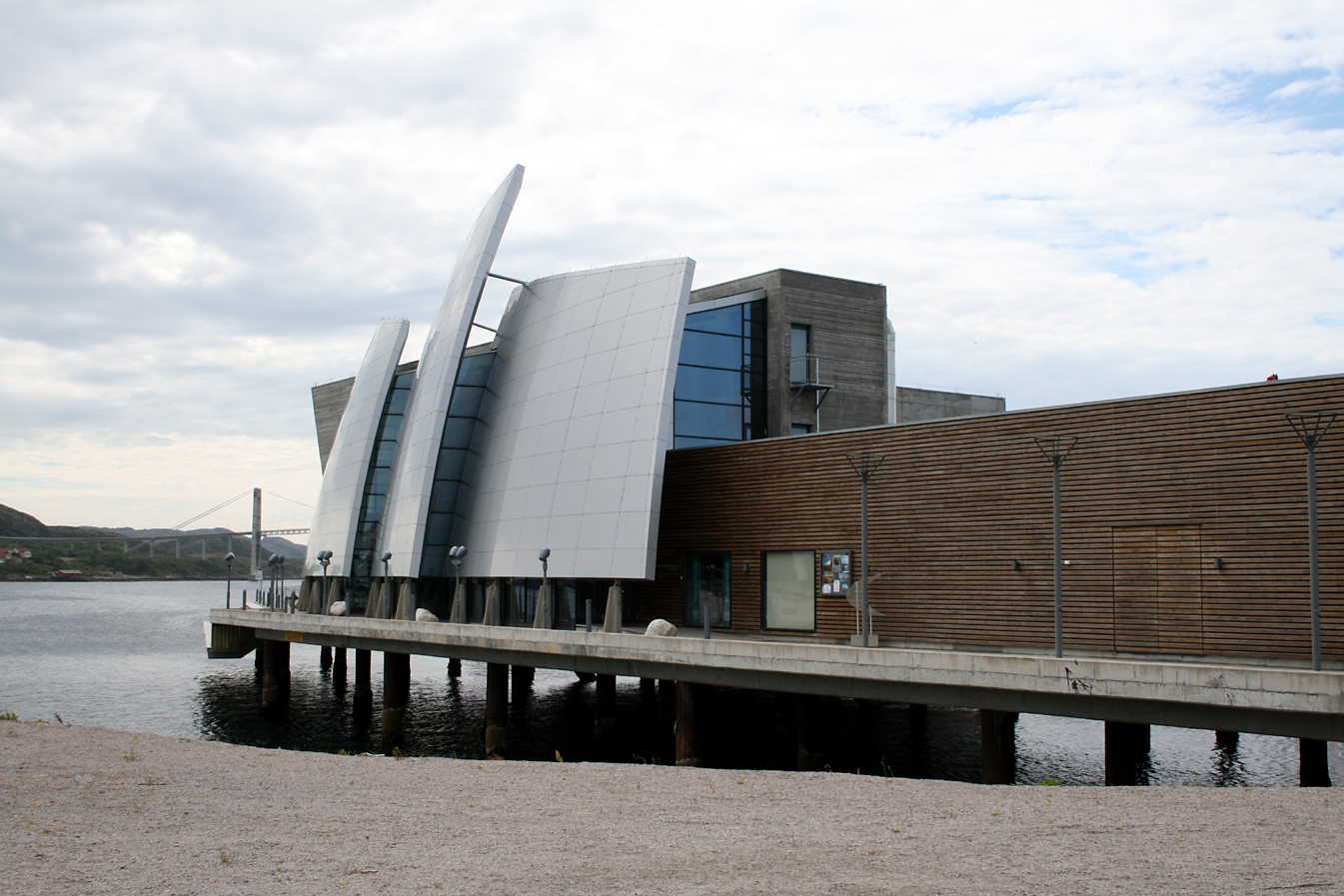
Norveg

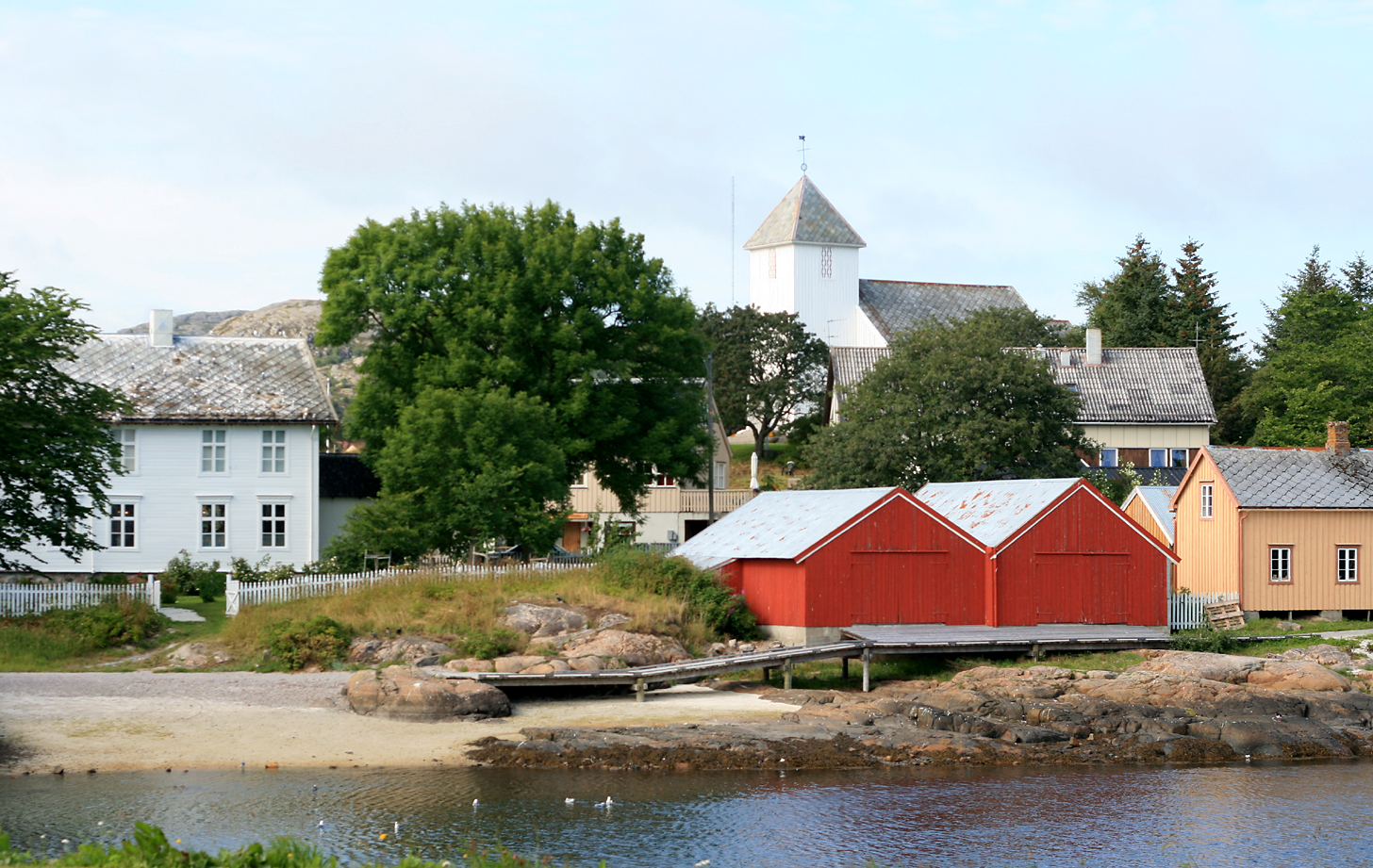
Berggården

Il museo costiero Norveg, con un centro per la cultura costiera e la protezione delle navi, si trova a Rørvik. L'edificio del museo acclamato dalla critica è stato progettato dall'architetto Guðmundur Jónsson. Il museo possiede anche la vecchia casa commerciale Berggården nel centro di Rørvik, e insieme al comune di Nærøysund gestisce la maggior parte degli edifici storicamente importanti nel capanno da pesca abbandonato Sør-Gjæslingan. Sør-Gjæslingan è composto da ca. 80 isole, isolotti e scogli. A suo tempo, questa era una delle zone di pesca più grandi e importanti a sud delle Lofoten, dove diverse migliaia di pescatori potevano riunirsi durante la stagione. Sør-Gjæslingan è stato protetto come ambiente culturale nazionale nell'ottobre 2010. È possibile fare una gita di un giorno a Sør-Gjæslingan in barca, ed è possibile pernottare lì in semplici barche a remi. Per coloro che vengono con la propria barca, è possibile ormeggiare presso la banchina degli ospiti a Flatholmen.
Rørvik si trova sull'isola di Inner Vikna, che è la seconda più grande del gruppo Vikna di 6.000 isole, isolotti e scogli. La città si trova vicino a Nærøysundet, sul lato est dell'isola, A Rørvik si trova il ponte Nærøysund, che collega Rørvik e Vikna alla terraferma. Da Rørvik c'è un collegamento in motoscafo a sud per Abelvær e Namsos, e a nord per Leka, e c'è un collegamento in autobus ad es. Namsos, Grong (stazione ferroviaria) e Brønnøysund. L'aeroporto di Rørvik, Ryum ha partenze giornaliere con Widerøe per Trondheim, Namsos e Oslo.

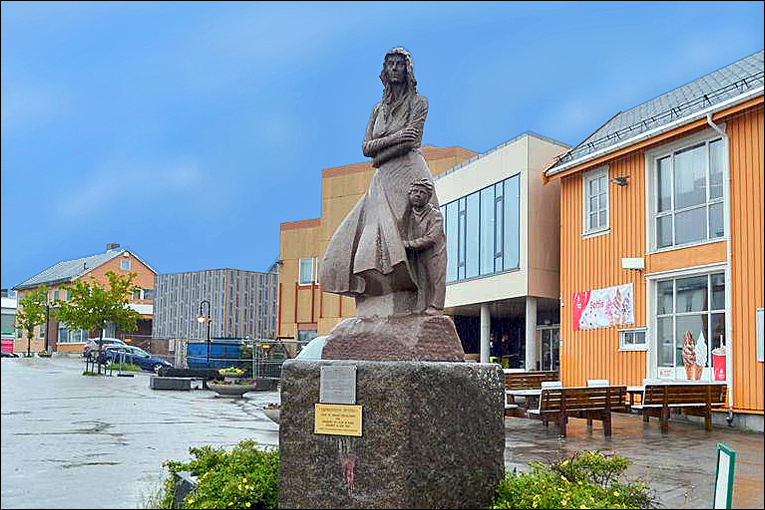
La moglie del marinaio nella piazza della città vecchia

Rørvikdagan con festival musicale, martna, luna park e altre attività viene organizzato ogni anno a luglio.
Skreifestivalen (la festa del merluzzo), un festival del cibo e della cultura costiera, viene organizzato a Rørvik ogni anno dal 1998. Durante Skreifestivalen, lo spettacolare teatro all'aperto "Rørvik... la prima piccola città su un'isola.." parte della presentazione, viene mostrato ogni anno della cultura costiera. Poi si spengono le luci nel centro della città e rivive una storia centenaria dormiente con tutti i suoi ingredienti di magia, fascino, gioia e dolore! Si tratta di una passeggiata cittadina un po' insolita, con un teatro ambulante che mette in scena la storia di un'intera cittadina costiera nel 1907.
Uno dei punti di riferimento più famosi per i turisti con l'Hurtigruta, la vecchia chiesa di Rørvik, rasa al suolo nel 2012. Ora è stata sostituita da una nuova chiesa che è stata consacrata nel dicembre 2019.
Prima del 2020, la città fungeva da centro amministrativo del vecchio comune di Vikna.